# Barchetta

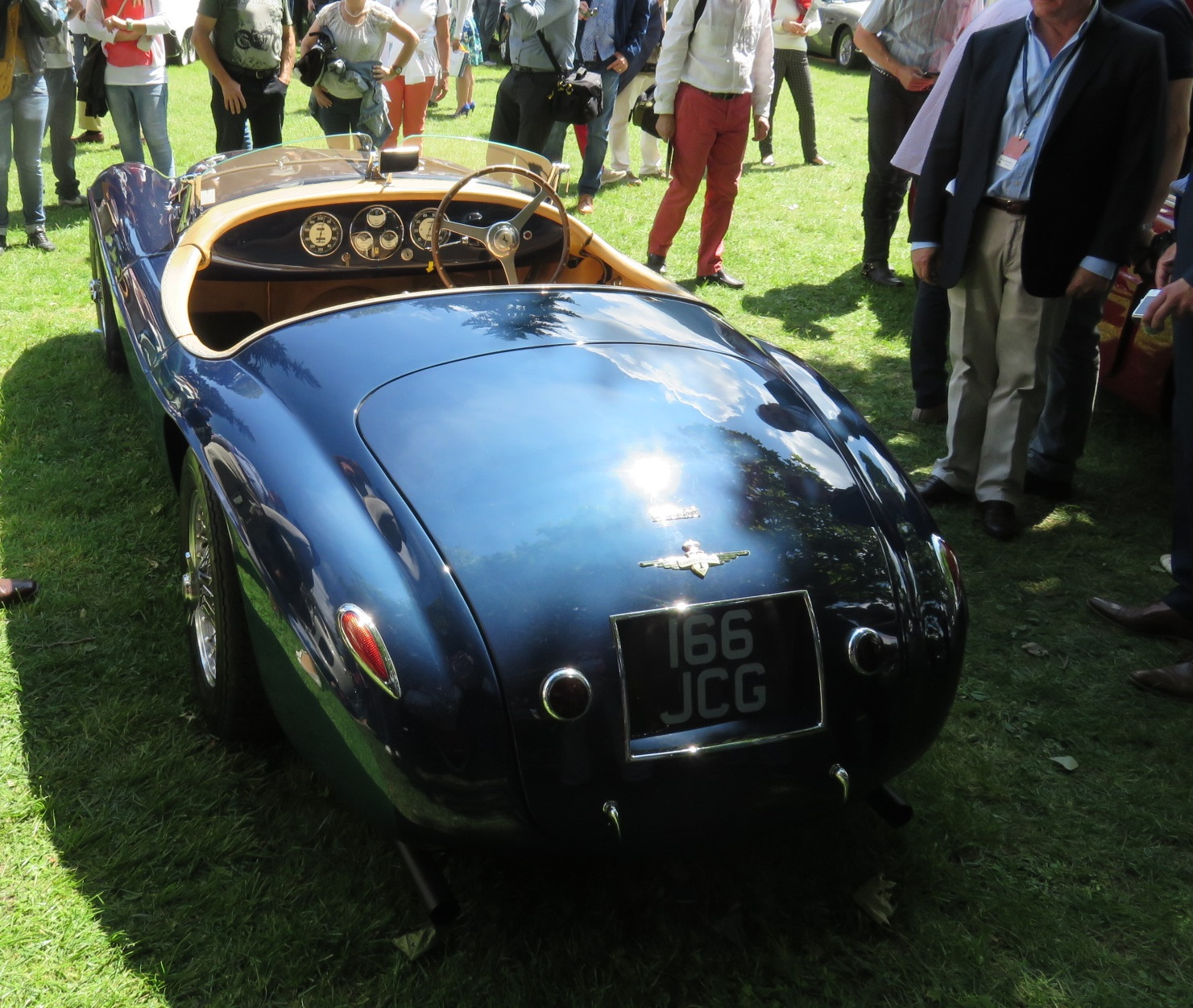
Ferrari 166 MM Touring que perteneció a Gianni Agnelli, origen del término "Barchetta", en el Concurso de la Elegancia de Villa del Este

La barchetta (también escrito barqueta en español) es un tipo de carrocería de automóvil similar a la configuración spider, pero completamente sin capota, caracterizado por un parabrisas muy pequeño, a veces dividido en dos partes, o incluso completamente ausente.
El nombre se debe a la similitud del automóvil con una pequeña lancha motora (significado de la palabra "barchetta" en italiano).

## Historia

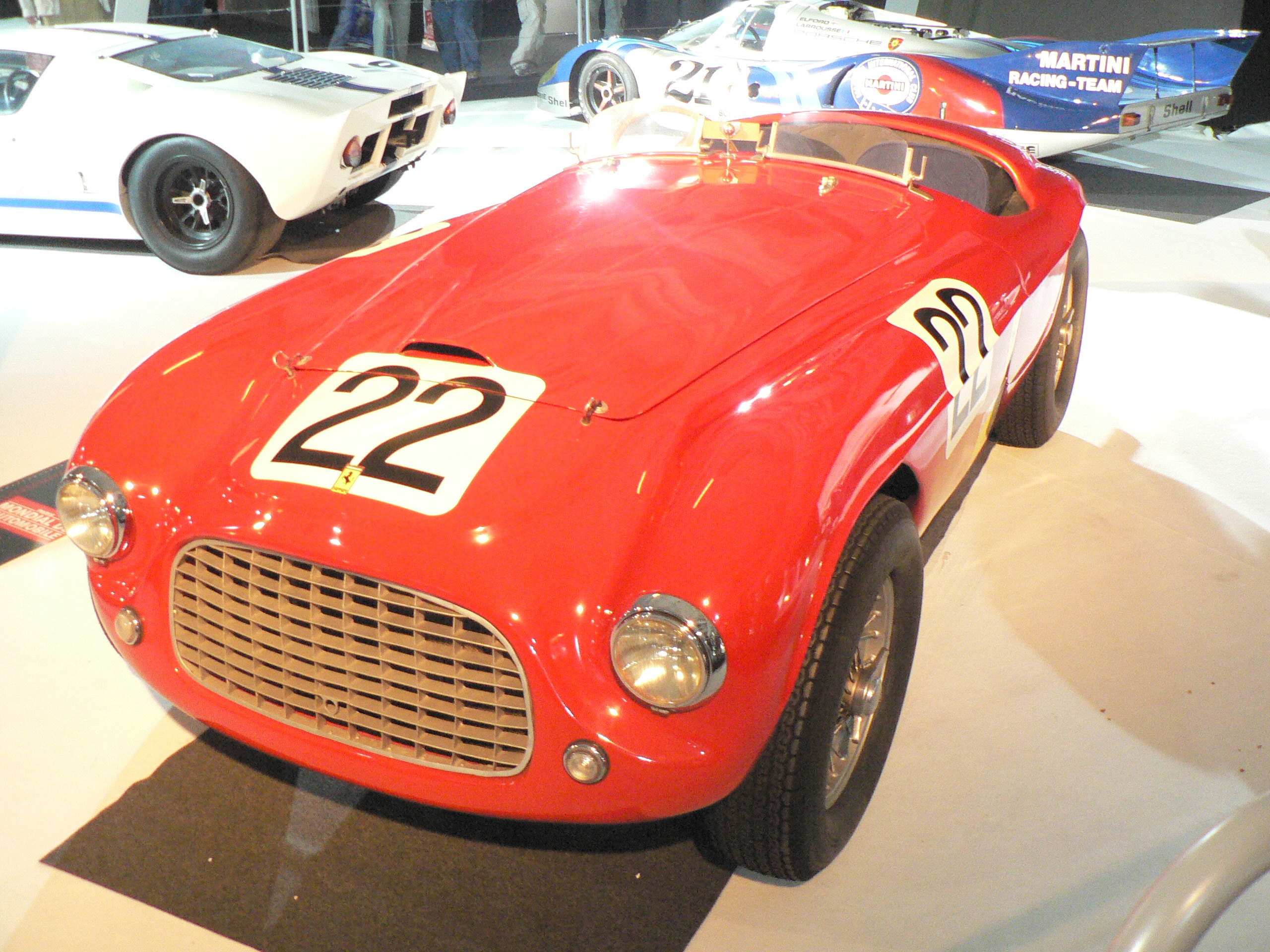
Ferrari 166 MM barchetta de 1949

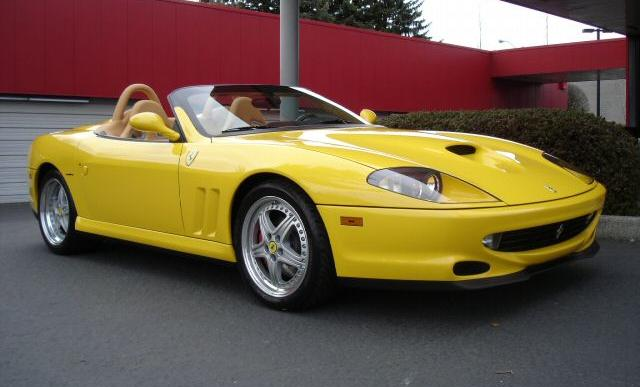
Ferrari 550 Barchetta Pininfarina

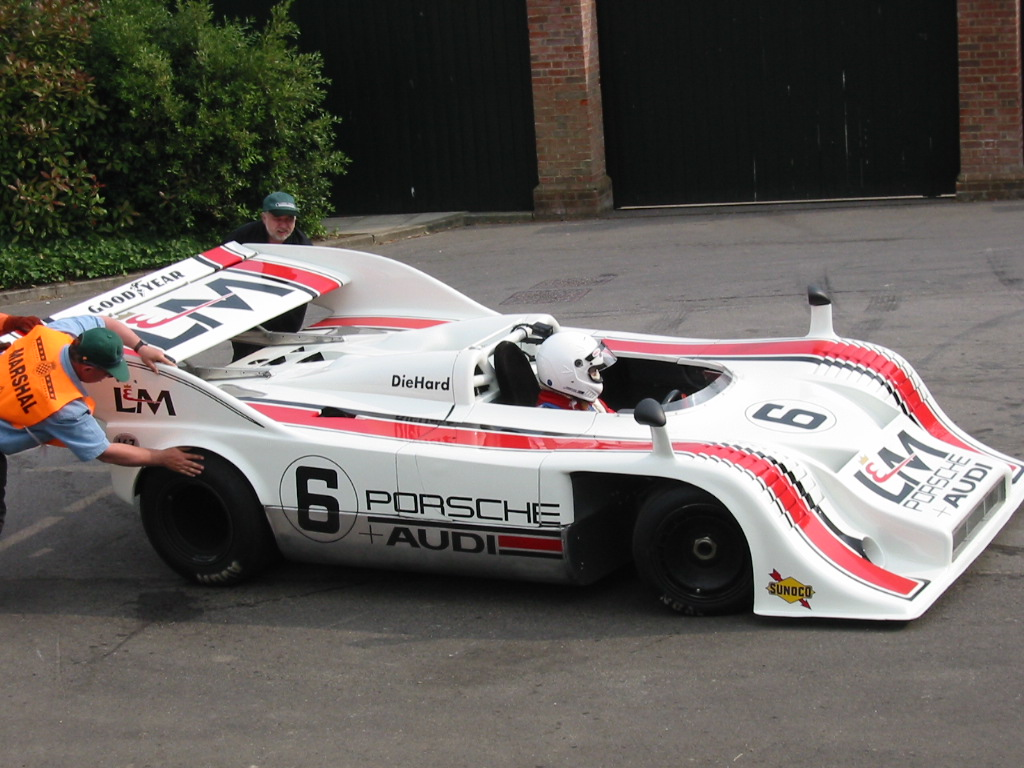
Porsche 917, barqueta de competición monoplaza, en el Festival de la Velocidad de Goodwood de 2001

Desde el punto de vista estético-funcional, la barqueta puede considerarse la versión moderna de la carrocería tipo Torpedo-Skiff, en boga en los años 1920.
El término también se utilizó en la segunda mitad de los años 1950 para denominar a un "automóvil playero" con molduras de madera.
Parece que el término "barchetta" para referirse a un automóvil nació de un comentario de Gianni Agnelli, entonces presidente de FIAT, quien al observar el Ferrari 166 MM presentado en el Salón del Automóvil de Turín de 1948, exclamó: "Pero esto no es un automóvil; ¡Es un botecito (una barchetta en italiano)!". El célebre periodista deportivo Giovanni Canestrini se hizo eco del comentario y propuso esta denominación para la versión descubierta del 166 MM creada por Carrozzeria Touring de Milán para las Mille Miglia de 1949.
La propuesta de Canestrini fue inmediatamente aprobada por Carlo Felice Bianchi Anderloni y por Enzo Ferrari (el "Drake" de Maranello), convirtiéndose luego en una denominación técnica utilizada para denominar varios modelos de Ferrari, Fiat, Maserati y de otros fabricantes de automóviles deportivos con carrocería biplaza descubierta.
Sin embargo, en algunos casos como el Ferrari 550 Barchetta y el Fiat Barchetta, se trata de nombres con fines meramente comerciales, ya que cuentan con una capota plegable.